# دشتی (کلاله)
دشتی (کلاله)، روستایی از توابع بخش مرکزی شهرستان کلاله در استان گلستان ایران است.

## جمعیت
این روستا در دهستان کنگور قرار دارد و براساس سرشماری مرکز آمار ایران در سال ۱۳۸۵، جمعیت آن ۲۸۲ نفر (۷۰خانوار) بوده‌است.